# Scharfer Gelb-Lauch
Der Scharfe Gelb-Lauch (Allium obliquum), auch Schiefer Lauch genannt, ist eine Pflanzenart aus der Gattung Lauch (Allium) in der Unterfamilie der Lauchgewächse (Allioideae). Die Pflanze ist eine eurasische Lauchart, deren Verbreitungsgebiet sich von Rumänien über Zentralasien bis nach Sibirien erstreckt. Sie ist als Zierpflanze verbreitet, wird aber auch wie Knoblauch in der Küche und als Heilpflanze verwendet.

## Beschreibung

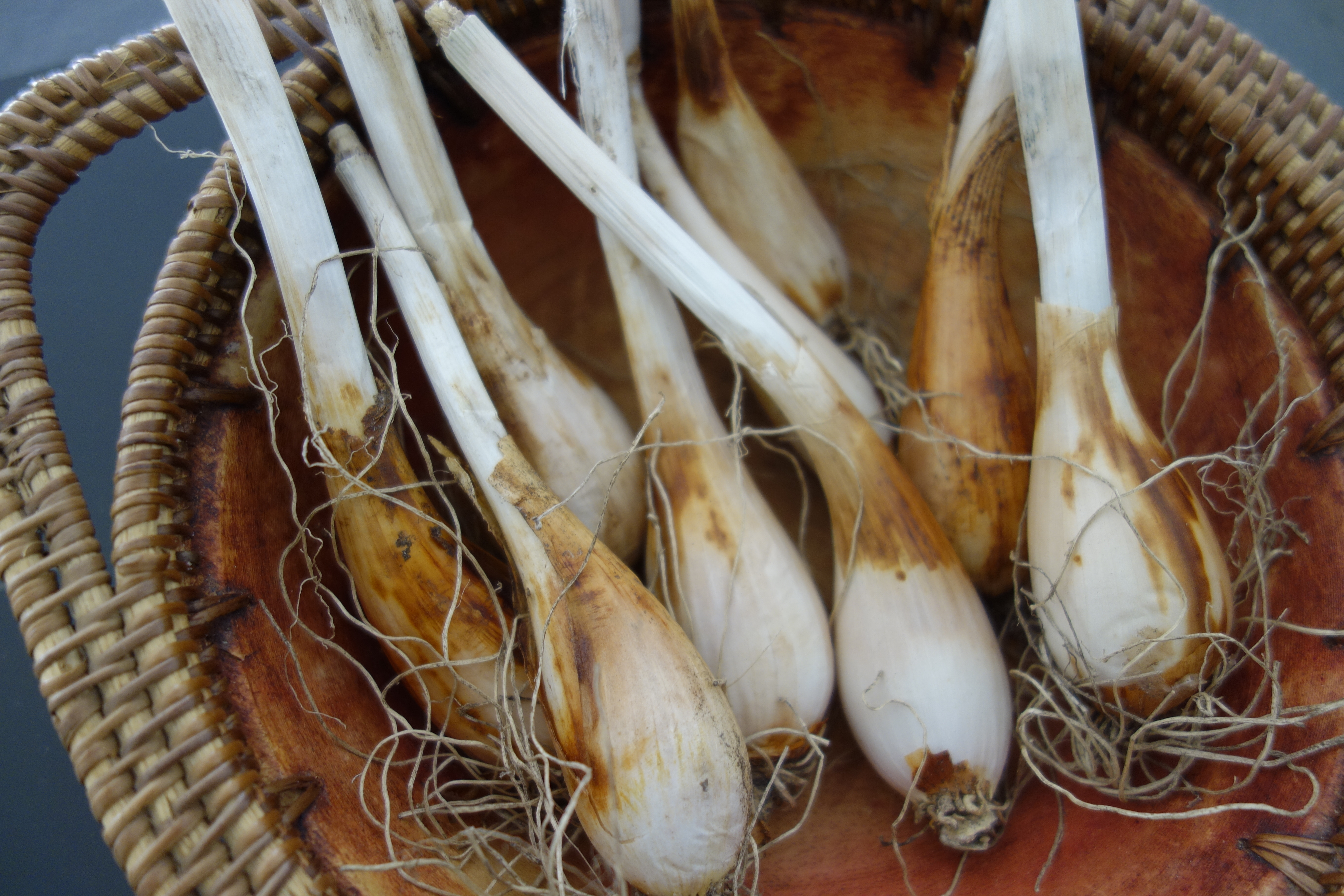
Zwiebeln des Scharfen Gelb-Lauchs

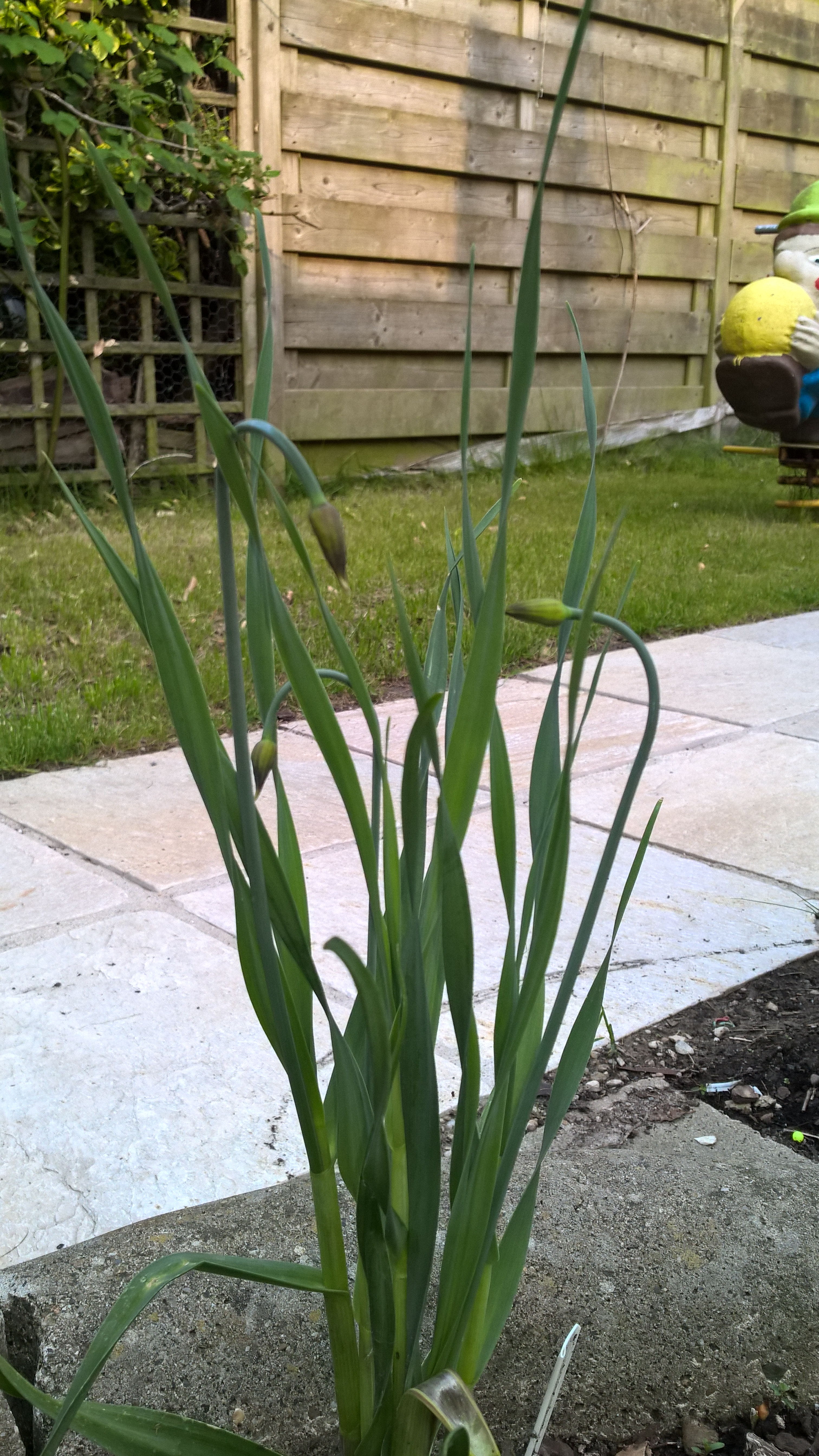
Blätter des Scharfen Gelb-Lauchs

### Vegetative Merkmale
Der Scharfe Gelb-Lauch ist eine ausdauernde krautige Pflanze, die Wuchshöhen von 60 bis 100 Zentimeter erreicht. Die eiförmigen Zwiebeln sind bis zu 3 Zentimeter lang und etwa 2 Zentimeter dick und besitzen eine rötlich-braune Hülle. Die 4 bis 10 einfachen, parallelnervigen, graugrünen Laubblätter sind flach und schmal lanzettlich, etwa 35 Zentimeter lang und 0,5 bis 2 Zentimeter breit. Sie umschließen die untere Hälfte des Stängels.

### Generative Merkmale
Blütezeit liegt im Juni und Juli. Die doldigen Blütenstände sind halbkugelig bis kugelförmig, etwa 4 Zentimeter breit mit einem kurzen Hüllblatt, das sich in 2 bis 3 Klappen aufspaltet, und vielen blassgelben bis grünlichgelben, dicht gedrängten, becherförmigen Blüten an 1 bis 2 Zentimeter langen Blütenstielen. Die 4 bis 5 Millimeter langen Blütenhüllblätter sind auffallend nach innen gewölbt. Der Griffel und die Staubblätter mit den etwas dunkler gelben Staubbeuteln ragen weit aus der Blüte heraus. Die drei Fruchtblätter sind zu einem oberständigen Fruchtknoten verwachsen und bilden eine Kapselfrucht.

### Chromosomensatz
Die Chromosomenzahl beträgt 2n = 16.

## Vorkommen
Der Scharfe Gelb-Lauch kommt von Rumänien über die Ukraine, Russland, Kasachstan, Kirgistan und Xinjiang im äußersten Nordwesten der Volksrepublik China bis in die Mongolei und Sibirien vor. Er wächst dort auf Wiesen, bewaldeten Berghängen und in lichten Wäldern. Die Pflanze bevorzugt mäßig trockene, kalk- und basenreiche, durchlässige Böden in warmen Lagen.

## Verwendung
Der Scharfe Gelb-Lauch wird erst neuerdings gelegentlich als Zierpflanze in Gärten kultiviert. Er eignet sich für Steppenpflanzungen an sonnigen, warmen Stellen mit durchlässigem Boden. Da die Pflanze gegenüber verschiedenen Bodentypen und der Bodenfeuchtigkeit ziemlich tolerant ist, eine dezente Blütenfarbe aufweist und zudem noch essbar ist, lässt sie sich auch in Steingärten, naturnahen Staudenpflanzungen und Bauerngärten, als Begleitstaude in Rosenbeeten oder auch als Nutzpflanze in Gemüse- und Kräuterbeeten verwenden. Die Pflanze gilt als winterhart bis −18 °C (Zone 7).
Die Pflanze wird in Teilen Sibiriens in der Küche wie Knoblauch verwendet und gilt ebenso als Heilpflanze.

## Systematik
Die Erstveröffentlichung von Allium obliquum erfolgte 1753 durch Carl von Linné in Species Plantarum. S. 296. Der artspezifische Namensteil obliquum bedeutet „schräg, schief, gewunden“ und bezieht sich hier auf die in sich verdrehten Laubblätter, worauf auch der englische Trivialname Twisted-leaf garlic hinweist. Die Art wird zur Untergattung  Polyprason Radić und darin zur Sektion Oreiprason F.Herm. gezählt. Darin gehören nach neueren DNA-Analysen die zwei gelbblühenden Arten, Allium obliquum und Allium petraeum eindeutig in die Artgruppe von Allium saxatile.